# Liste von Lehrkräften und ehemaligen Studierenden des Berklee College of Music
Das Berklee College of Music kann eine Vielzahl bekannter Lehrer und ehemaliger Studierender vorweisen. Falls bekannt, wird in der nachfolgenden Liste bei ehemaligen Studierenden das Abschlussjahr in Klammern angegeben.

## Lehrkräfte
(mit * ist eine Fremdberufung, d. h. Ausbildung andernorts)
- Jason Anick (* 1985), Jazzmusiker*
- Victor Bailey (1960–2016), Jazzbassist
- Joanne Brackeen (* 1938), Jazzpianistin*
- Freddie Bryant (* ≈1970), Jazzgitarrist*
- Greg Burk (* 1969), Jazzpianist, Komponist*
- Gary Burton (* 1943), Jazzvibraphonist (1962), langjähriger Vizepräsident
- Ted Casher (1930–2023), Jazzsaxophonist
- Sara Caswell (* 1978), Geigerin
- Allan Chase (* 1956), Saxophonist
- Hal Crook (* 1950), Jazzposaunist (1971)
- Alan Dawson (1929–1996), Jazzschlagzeuger*
- Kenwood Dennard (* 1956), Jazzschlagzeuger (1976)
- Peter Eldridge (* ≈1960), Jazzsänger*
- Garrison Fewell (1953–2015), Jazzgitarrist
- Steven Feifke (* 1991), Jazzpianist - und komponist*
- Eugene Friesen (* 1952), Cellist*
- Bill Frisell (* 1951), Fusiongitarrist (1977)
- Ian Froman (* ≈1960), Jazzschlagzeuger (1984)
- Laszlo Gardony (* 1956), Jazzpianist (Professional Diploma 1985)
- George Garzone (* 1950), Jazzsaxophonist (1972)
- Bruce Gertz (* 1952), Jazzbassist (1976)
- Lincoln Goines (* 1953), Jazzbassist*
- Gabrielle Goodman (* 1964), Jazzsängerin*
- Mick Goodrick (1945–2022), Jazzgitarrist (1967)
- Phil Grenadier (* ≈1963), Jazztrompeter*
- Bob Gullotti (1949–2020), Jazzschlagzeuger
- Brad Hatfield (* 1956), Jazzpianist, Filmkomponist*
- Jon Hazilla (* 1956), Jazzschlagzeuger*
- Major Holley (1942–1990), Jazzbassist (Hochschullehrer 1967–1970)*
- Greg Hopkins (* 1946), Jazztrompeter, Komponist*
- Ayn Inserto (* 1976), Jazzkomponistin*
- Yoron Israel (* 1963), Jazzschlagzeuger*
- Jan Jarczyk (1947–2014), Jazzkomponist (1980)
- John LaPorta (1920–2004), Jazzklarinettist (Hochschullehrer 1963–1998)*
- Mike Mangini (* 1963), Schlagzeuger von Dream Theater (Lehrkraft in Vollzeit von 2005 bis 2010)
- Charlie Mariano (1923–2009), Jazzsaxophonist (1948)
- Pat Metheny (* 1954), Fusiongitarrist
- Vadim Neselovskyi (* 1977), Jazzpianist
- Greg Osby (* 1960), Jazzsaxophonist (1983; Hochschullehrer 2010–2017)
- Dave Samuels (1948–2019), Jazzvibraphonist und Marimba-Spieler
- Daniela Schächter (* 1973), Jazzpianistin und -sängerin
- Esperanza Spalding (* 1984), Jazzbassistin, Sängerin (2005)
- Steve Swallow (* 1940), Jazzbassist*
- James Williams (1951–2004), Jazzpianist (Dozent 1972–77)*

## Absolventen
- John Abercrombie (1944–2017), Jazzgitarrist (1967)
- Toshiko Akiyoshi (* 1929), japanische Jazz-Pianistin, Komponistin, Arrangeurin und Bigband-Leaderin
- Melissa Aldana (* 1988), chilenische Jazzmusikerin (Tenorsaxophon; BA 2009)
- Eric André (* 1983), Comedian (BA 2005)
- John Blackwell (1973–2017), ehemaliger Schlagzeuger von Prince (1995)
- Park Bom (* 1984), südkoreanische K-Pop-Sängerin, ehemaliges Mitglied der K-Pop Gruppe 2NE1 (2008)
- Evan Call (* 1988), Filmkomponist (MA)
- Terri Lyne Carrington (* 1965), Jazz-Schlagzeugerin (BA 1983, Ehrendoktorwürde 2003)
- Kent Carter (* 1939), Bassist (1964)
- Ramin Djawadi (* 1974), deutsch-iranischer Filmkomponist (1998)
- Teya Dora (* 1992), serbische Sängerin und Komponistin (2014)
- Adam Dutkiewicz (* 1977), Bandleader und Gitarrist der Metalcore-Band Killswitch Engage (1999)
- Edgar Duvivier (* 1955), brasilianischer Saxophonist, Klarinettist und Komponist sowie Bildhauer (1983)
- Anthony Eve, Filmkomponist
- Ricky Garcia, Gitarrist von LaFee (2002)
- Dusko Goykovich (1931–2023), serbischer Jazztrompeter und -flügelhornist, Arrangeur und Bandleader
- Juan Luis Guerra (* 1957), Sänger, Gitarrist und Komponist aus der Dominikanischen Republik (1982)
- Laura Jansen (* 1977), US-amerikanisch-niederländische Sängerin und Pianistin
- Song Yi Jeon (* 1984), koreanische Jazzsängerin (2014)
- Julian Joseph (* 1966), britischer Jazzpianist
- Kizzy (* 1979), niederländische Sängerin, Songwriterin, Schauspielerin und Moderatorin (2003)
- Martin Koller (* 1971), österreichischer Jazz-Gitarrist
- Cornelius Claudio Kreusch (* 1968), deutscher Jazzpianist, Produzent und Komponist (1994)
- Abraham Laboriel (* 1947), Jazz-Bassist (1972)
- Wang Lee-Hom (* 1976), Musiker, Komponist, Musikproduzent (1999)
- Joe Lovano (* 1952), Jazz-Saxophonist (1972)
- Branford Marsalis (* 1960), Jazz-Saxophonist (MA 1981)
- George Mraz (1944–2021), tschechoslowakisch-US-amerikanischer Jazzbassist (1970)
- Henning Pauly (* 1975), deutscher Musiker, Musikproduzent, Gitarrist (2000)
- Danilo Pérez (* 1965), panamaischer Jazz-Pianist (1988)
- Mika Pohjola (* 1971), finnischer Jazzpianist und Komponist (1994)
- Charlie Puth (* 1991), Sänger und Songwriter (2013)
- Josef Resl (* 1956), österreichischer Schlagzeuger und Komponist
- J. R. Rotem (* 1975), Musikproduzent
- John Scofield (* 1951), Jazz-Gitarrist (1973)
- Christian Scott (* 1983), Jazz-Trompeter (2004)
- Howard Shore (* 1946), kanadischer Film-Komponist und Dirigent (1969)
- Steve Slagle (* 1951), Jazzmusiker (Down-Beat-Stipendiat (ca. 1963, später Master an der Manhattan School of Music)
- Tommy Smith (* 1967), britischer Saxophonist und Lehrer
- Oliver Steller (* 1967), deutscher Rezitator und Musiker (1990)
- Leni Stern (* 1952), Jazzgitarristin (1980)
- Mike Stern (* 1953), Jazzgitarrist (1975)
- Susan Tedeschi (* 1970), Sängerin und Gitarristin der Tedeschi Trucks Band (1991)
- Steve Vai (* 1960), Gitarrist (≈1981), Ehrendoktorwürde
- Hiromi Uehara (* 1979), japanische Jazz-Pianistin (2003)
- Titus Vollmer (* 1969), deutscher Filmkomponist, Gitarrist (2000)
- Klaus Wagenleiter (* 1956), deutscher Jazzpianist und Musikproduzent (1982)
- Jack Walrath (* 1946), Jazztrompeter und Arrangeur (1968)
- Geoff Zanelli (* 1974), Filmkomponist

## Weitere Alumni
- Anjani (* 1959), Sängerin und Pianistin
- Pedro Aznar (* 1959), argentinischer Rock- und Fusionmusiker
- Vinnie Colaiuta (* 1956), Schlagzeuger bei Frank Zappa, Sting u. v. a.
- Flo Dauner (* 1971), deutscher Schlagzeuger, u. a. bei Die Fantastischen Vier
- Dave Douglas (* 1963), Jazztrompeter
- Mathias Döpfner (* 1963), deutscher Journalist und Unternehmer
- Melissa Etheridge (* 1961), Singer-Songwriterin und Rockmusikerin
- Kevin Eubanks (* 1957), Jazzgitarrist
- Donald Fagen (* 1948), Sänger, Keyboarder / „Steely Dan“
- Avram Fefer (* 1965), Jazz-Saxophonist
- Stu Hamm (* 1960), Bassist
- Jan Hammer (* 1948), tschechisch-amerikanischer Jazz-Pianist und -Keyboarder
- Roy Hargrove (1969–2018), Jazz- und Funk-Trompeter
- Gabriele Hasler (* 1957), deutsche Sängerin, Multiinstrumentalistin und Komponistin
- Quincy Jones (1933–2024), Produzent und 26-facher Grammy-Gewinner (Studienabbruch 1951)
- Diana Krall (* 1964), kanadische Jazzpianistin und Sängerin
- Natalie Maines (* 1974), Sängerin der Dixie Chicks
- Aimee Mann (* 1960), Sängerin, Songwriterin, Bassistin und Gitarristin
- Michael Manring (* 1960), Bassist
- John Mayer (* 1977), Pop- u. Blues-Gitarrist
- Al Di Meola (* 1954), italoamerikanischer Fusion- und Jazz-Gitarrist
- John Myung (* 1967), Bassist von Dream Theater
- John Petrucci (* 1967), Gitarrist von Dream Theater
- Mike Portnoy (* 1967), Schlagzeuger von Dream Theater
- Psy (Park Jae-sang) (* 1977), südkoreanischer K-Pop-Sänger, Rapper, Tänzer und Musikproduzent
- Maria Scheiblhuber (* 1984), Sängerin, Musikproduzentin, Komponistin, Songwriterin und Instrumentalistin
- Jörn Schipper (* 1955), Schlagzeuger und Perkussionist
- Alan Silvestri (* 1950), Komponist und Dirigent (Ehrendoktorwürde 1995)
- Steve Smith (* 1954), Schlagzeuger
- Joel Stroetzel, Gitarrist der Metalcore-Band Killswitch Engage
- Jacky Terrasson (* 1965), französisch-amerikanischer Jazzpianist
- Brian Transeau (BT) (* 1971), Trance-Künstler
- Emil Viklický (* 1948), tschechischer Komponist und Pianist des Modern Jazz (Stipendiat 1977/1978)
- Miroslav Vitouš (* 1947), Bassist (Stipendium)
- Brad Whitford (* 1952), Gitarrist von Aerosmith
- Joe Zawinul (1932–2007), österreichischer Jazz-Pianist, Komponist, Gründungsmitglied von Weather Report